# Inici d'acció d'un fàrmac
L'inici d’acció és el temps que tarda un fàrmac a fer efectes, després de l’administració. Amb l'administració oral, normalment el temps d'inici varia entre 20 minuts i més d'una hora, depenent del medicament en qüestió. Altres mètodes d’administració, com fumar o injectar, poden trigar des d'uns segons a uns minuts a tenir efecte. Tanmateix, la determinació de l’inici de l’acció no depèn del tot de la via d’administració. Hi ha diversos altres factors que determinen l’inici d’un medicament específic, inclosa la formulació, la dosificació i el pacient que el rep.